# Hyalella muerta
Hyalella muerta är en kräftdjursart som beskrevs av Baldinger, Shepard och Threloff 2000. Hyalella muerta ingår i släktet Hyalella och familjen Hyalellidae. Inga underarter finns listade i Catalogue of Life.